# Raionul Monastîrîska, Ternopil
Monastîrîska (în ucraineană Монастириський район, transliterat: Monastîrîskîi raion) este un raion în regiunea Ternopil, Ucraina. Reședința sa este orașul Monastîrîska.

## Demografie
Componența lingvistică a raionului Monastîrîska
     Ucraineană (99,62%)
     Alte limbi (0,34%)
Conform recensământului din 2001, majoritatea populației raionului Monastîrîska era vorbitoare de ucraineană (99,62%), existând în minoritate și vorbitori de alte limbi.